# Euryomma rettenmeyeri
Euryomma rettenmeyeri är en tvåvingeart som beskrevs av Chilcott 1958. Euryomma rettenmeyeri ingår i släktet Euryomma och familjen takdansflugor.
Artens utbredningsområde är Panama. Inga underarter finns listade i Catalogue of Life.